# Szenczi Csene Péter
Szenczi Csene Péter (Szenc, 1575 körül – Érsekújvár, 1622. június 14.) református püspök.

## Élete
Szülőhelyén kezdte tanulását, majd tanulmányai befejezése után 1603-ban Jókán, 1606-ban Somorján lett lelkész. Ugyanitt már 1608-tól a csallóközi egyházmegye esperese is volt. 1611 tavaszán Érsekújvárra választották papnak, 1615-ben pedig a felsődunamelléki egyházkerület. püspöke lett.

## Műve
- Confessio et Expositio Fidei Christianae, az az, Az Keresztyeni Igaz Hitről való Vallástétel. Mellyet elsőben Helvetiaban irtanak és be vettenek… Magyarra fordítatott… Oppenheim, 1616. (a fordító előszavával, mely Érsekujvárt kelt 1616. ápr. 19. 2. kiadása az eredeti latin szöveggel együtt. Debrecen, 1616, a nyomdásznak aug. 10-én kelt előszavával)